# 예두아르트 아르테미예프
에두아르트 아르쩸예프(러시아어: Эдуа́рд Арте́мьев, 영어: Eduard Artemyev, 1937년 11월 30일 ~ 2022년 12월 29일)는 소련, 러시아의 작곡가이다.